# Церковь Святой Марии (Люнебург)
Церковь Святой Марии (нем. Sankt Marien, точнее церковь непорочного зачатия Девы Марии) — римско-католическая приходская церковь в ганзейском городе Люнебург (земля Нижняя Саксония), относящаяся к епархии Хильдесхайма; первое богослужение состоялось 5 августа 1857 года; была освящена в 1858 году епископом Эдуардом Якобом Ведекином (1796—1870); стала второй католической церковью, построенной в регионе после Реформации.